# Haukipääfjärden
Haukipääfjärden (finska: Haukipäänselkä) ären fjärd i Finland. Den ligger i landskapet Nyland, i den södra delen av landet, 30 km sydväst om huvudstaden Helsingfors.